# (1145) Robelmonte
(1145) Robelmonte est un astéroïde de la ceinture principale, découvert le 3 février 1929 par l'astronome belge Eugène Delporte depuis l'observatoire royal de Belgique à Uccle. Sa désignation provisoire était 1929 CC.
Son nom est une référence à Robelmont, ville natale de Sylvain Arend, collègue et compatriote de Delporte.